# Пушкин (хутор)
Пушкин — хутор в Красносулинском районе Ростовской области. Входит в состав Пролетарского сельского поселения.

## География

### Улицы
- ул. Колхозная,
- ул. Центральная.

## История
До 2004 года входил в состав Аютинского поссовета городского округа Шахты.

## Население
| 1989 | 2002 | 2010 |
| ---- | ---- | ---- |
| 73   | ↘59  | ↘28  |